# 巴約山
40°45′05″S 71°36′15″W / 40.75139°S 71.60417°W

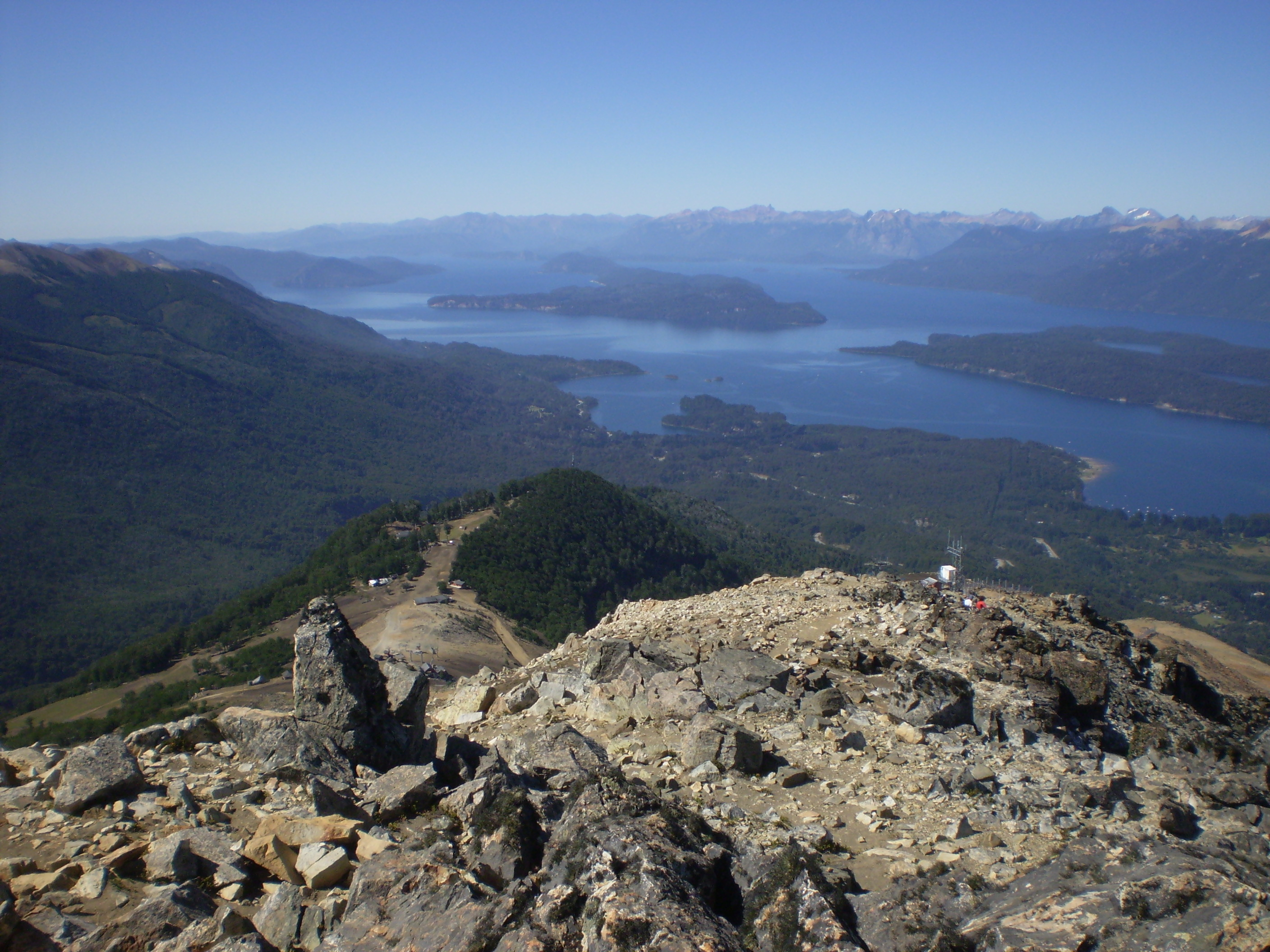

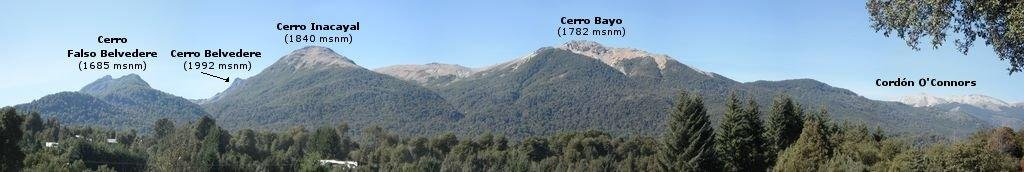

巴約山（西班牙語：Cerro Bayo），是阿根廷的山峰，位於該國西部內烏肯省，距離拉安戈斯圖拉鎮9公里，屬於安第斯山脈的一部分，海拔高度1,782米，氣候寒冷潮濕。